# Uiramutã
Uiramutã là một đô thị thuộc bang Roraima, Brasil. Đô thị này có diện tích 8066 km², dân số năm 2007 là 7403 người, mật độ 0,8 người/km².